# Dieci piccoli indizi
Dieci piccoli indizi è il romanzo d'esordio della scrittrice inglese Joy Ellis, edito nel 2016, primo capitolo della serie dedicata alla detective Nikki Galena.

## Trama
Lincolnshire, Inghilterra. Nikki Galena, detective della polizia di Fens, mette anima e corpo nella sua missione di ripulire la città dagli spacciatori. Per quanto in gamba, Nikki ricorre spesso a metodi tutt'altro che ortodossi e non gode di un'ottima reputazione. Dietro all'atteggiamento da dura Nikki nasconde una travagliata vita personale, con la figlia Hannah finita in coma all'ospedale dopo aver assunto una dose fatale di droga. Per questo motivo Nikki lavora sodo, dando battaglia ai boss della droga, evitando il più possibile di trovarsi a vivere da sola in un misero appartamento preso in affitto per non dover tornare nella sua vecchia casa nella palude.
Il commissario Rick Bainbridge avverte Nikki che è molto vicina al richiamo ufficiale, offrendole la possibilità di redimersi lavorando in coppia con il sergente Joseph Easter, appena arrivato in Centrale. Joseph ha abbandonato l'esercito, perdendo l'idealismo che lo aveva spinto ad arruolarsi, quando è stato costretto a uccidere delle persone innocenti. Nikki e Joseph sono incaricati di occuparsi della sparizione di Kerry Anderson, studentessa di fotografia che è mancata a una gita cui bramava di partecipare. Nikki si accorge che la scomparsa di Kerry è causata dai signori della droga e in particolare da Frances Doyle, colei che ha tentato di uccidere sua figlia Hannah. Lavoro e vita privata di Nikki finiscono per intrecciarsi in quella che per la detective diventa la battaglia finale contro i propri demoni.

## Edizioni
- Joy Ellis, Dieci piccoli indizi, 1ª ed., Newton Compton, 2016,  p. 317, ISBN 978-88-227-1356-8.